# (541036) 2018 AH17
(541036) 2018 AH17 es un asteroide perteneciente al cinturón de asteroides descubierto el 27 de agosto de 2006 por el equipo del Spacewatch desde el Observatorio Nacional de Kitt Peak, Arizona, Estados Unidos.

## Designación y nombre
Designado provisionalmente como 2018 AH17.

## Características orbitales
2018 AH17 está situado a una distancia media del Sol de 2,793 ua, pudiendo alejarse hasta 3,157 ua y acercarse hasta 2,428 ua. Su excentricidad es 0,130 y la inclinación orbital 7,768 grados. Emplea 1705,28 días en completar una órbita alrededor del Sol.

## Características físicas
La magnitud absoluta de 2018 AH17 es 16,7. 